# Justin Charles Pierce
Justin Charles Pierce (Londres, 21 de março de 1975 — Las Vegas, 10 de julho de 2000), mais conhecido apenas como Justin Pierce, foi um ator e skatista estadunidense. Ganhou notoriedade ao interpretar Casper no controverso filme Kids (1995). Integrou a primeira geração de skatistas patrocinados da Zoo York e Supreme.

## Biografia
Justin Pierce nasceu em Londres, mas cresceu em bairros nos arredores do Bronx em Nova York, onde aprendeu a andar de skate. Teve uma adolescência complicada após a separação de seus pais, que o levaram a desde pequenos roubos até vícios em drogas (sendo, inclusive, preso por porte de maconha e heroína), chegando ao ponto de abandonar a escola e se mudar para um porão de um prédio com outros colegas skatistas. Conhecido por andar de skate na Washington Square Park e pela vida conturbada, foi convidado pelo diretor Larry Clark para estrelar o filme Kids, em um papel especialmente escrito para ele. O personagem lhe caiu tão bem que foi premiado com o Independent Spirit Awards de 1996 na categoria "Melhor Performance de Estréia".

Logo após sua ascensão em Kids, Justin foi chamado para fazer parte das equipes originais de skatistas da Supreme e Zoo York, figurando no Zoo York "Mixtape" (vídeo) de 1998, em revistas e anúncios da marca. Mudou-se para Los Angeles em 1997 para focar na carreira de ator e posteriormente fez algumas pontas em filmes como Jovens Sonhadores (1997) e estrelou a comédia Mais uma Sexta-Feira em Apuros (2000), ao lado do rapper Ice Cube.

### Morte
Em 10 de julho de 2000, Justin cometeu suicídio enforcando-se em um quarto do luxuoso hotel Bellagio, em Las Vegas. Ele deixou duas notas de suicídio, que não foram divulgadas.

## Filmografia
| Ano  | Título                     | Papel           | Notas                                                   |
| ---- | -------------------------- | --------------- | ------------------------------------------------------- |
| 1995 | Kids                       | Casper          |                                                         |
| 1996 | Supreme Crew '96           | Ele mesmo       | Video de skate- Anúncio da Supreme                      |
| 1997 | Jovens Sonhadores          | Lex adolescente |                                                         |
| 1997 | Réu Primário               | Eddie           | Filme de televisão                                      |
| 1998 | Wild Horses                | Rookie          | Título alternativo: Lunch Time Special                  |
| 1998 | Myth America               |                 |                                                         |
| 1998 | Freak Weather              | Pizza Guy       |                                                         |
| 1998 | Zoo York Mix Tape          | Ele mesmo       | Vídeo de skate                                          |
| 1999 | Too Pure                   | Leo             |                                                         |
| 1999 | Out in Fifty               | Freddy          |                                                         |
| 1999 | Pigeonholed                | Devon           |                                                         |
| 1999 | O Gênio da Tesoura         | Skateboard Kid  |                                                         |
| 2000 | LA County                  | Ele mesmo       | Vídeo de skate                                          |
| 2000 | This Is How the World Ends | Zombie          | Filme de televisão                                      |
| 2000 | Next Friday                | Roach           |                                                         |
| 2000 | Malcolm in the Middle      | Justin          | 2 episódios                                             |
| 2000 | King of the Jungle         | Lil' Mafia      |                                                         |
| 2000 | BlackMale                  | Luther Wright   | Título alternativo: Blackmail                           |
| 2002 | Looking for Leonard        | Chevy           | Produzido em 1997; lançado em 2002 em homenagem póstuma |